# Lista miliardarilor (2011)
Aceasta este  lista celor mai bogați 10 oameni din anul 2011 realizată și publicată pe data de 10 martie 2011 de revista Forbes, bazată pe valoarea netă a fiecărei persoane incluse.

Primi cinci cei mai bogați oameni la nivel mondial conform Forbes
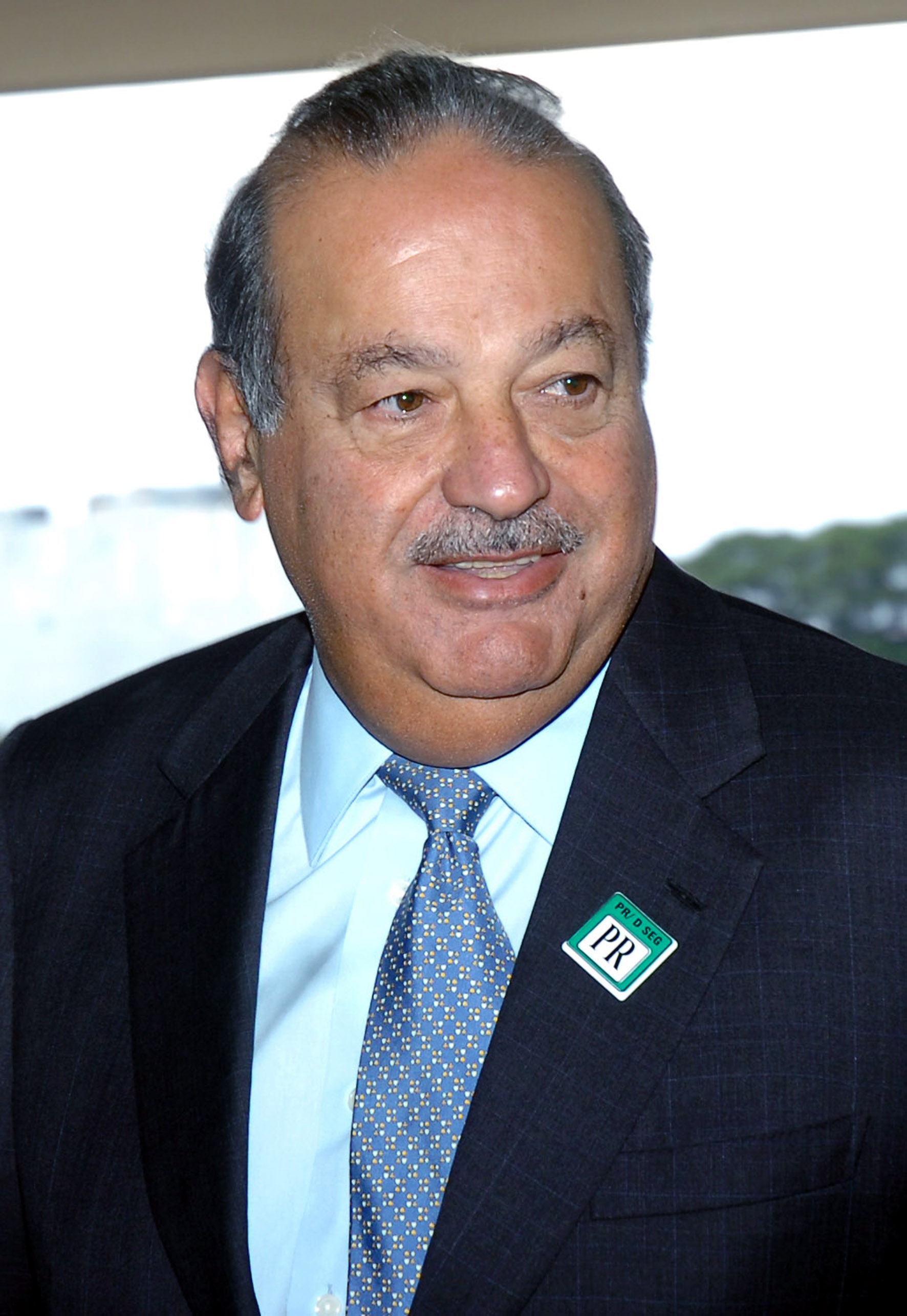
Carlos Slim (Mexic)
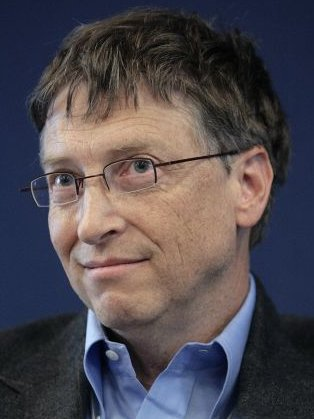
Bill Gates   (Statele Unite)
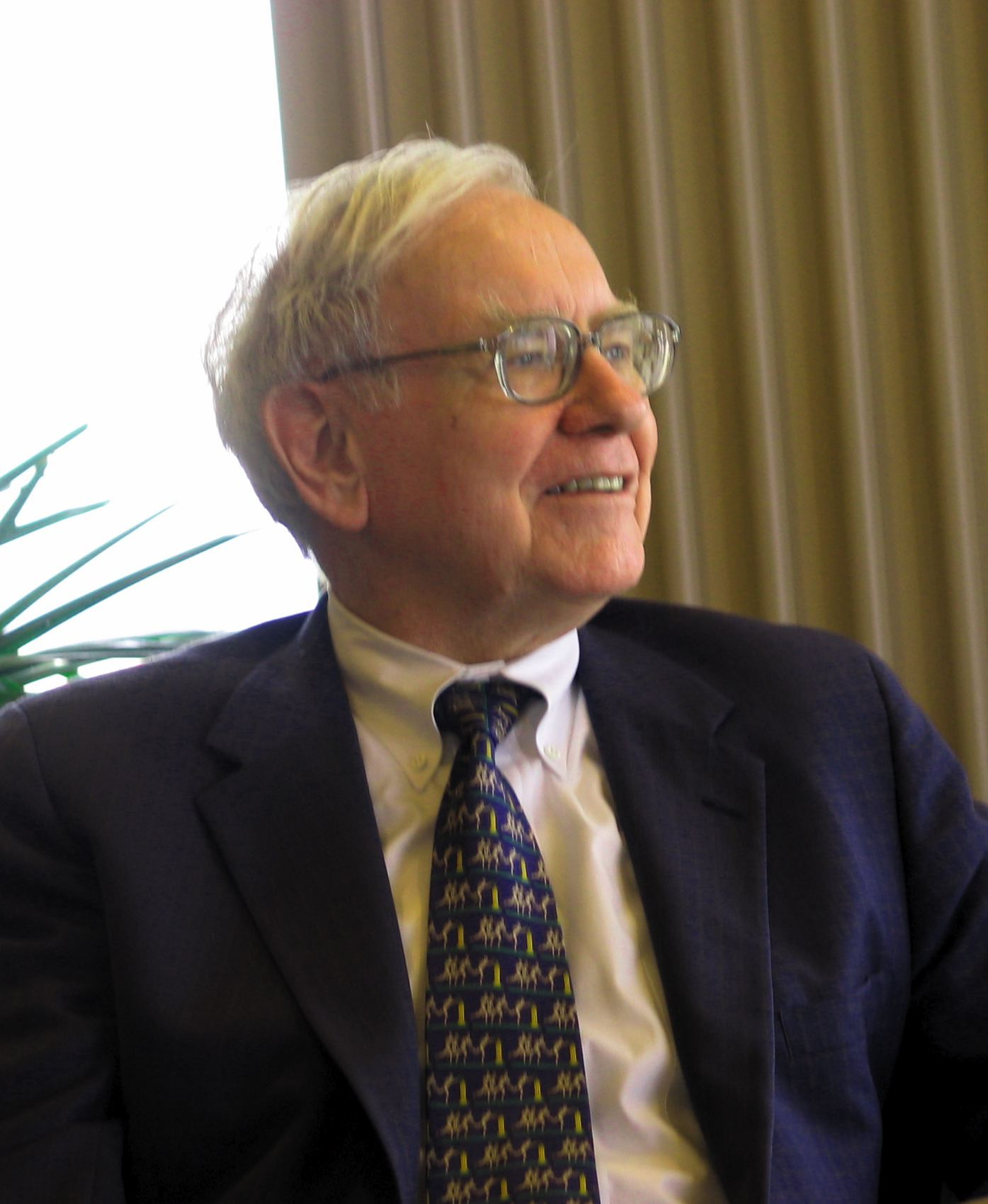
Warren Buffett   (Statele Unite)
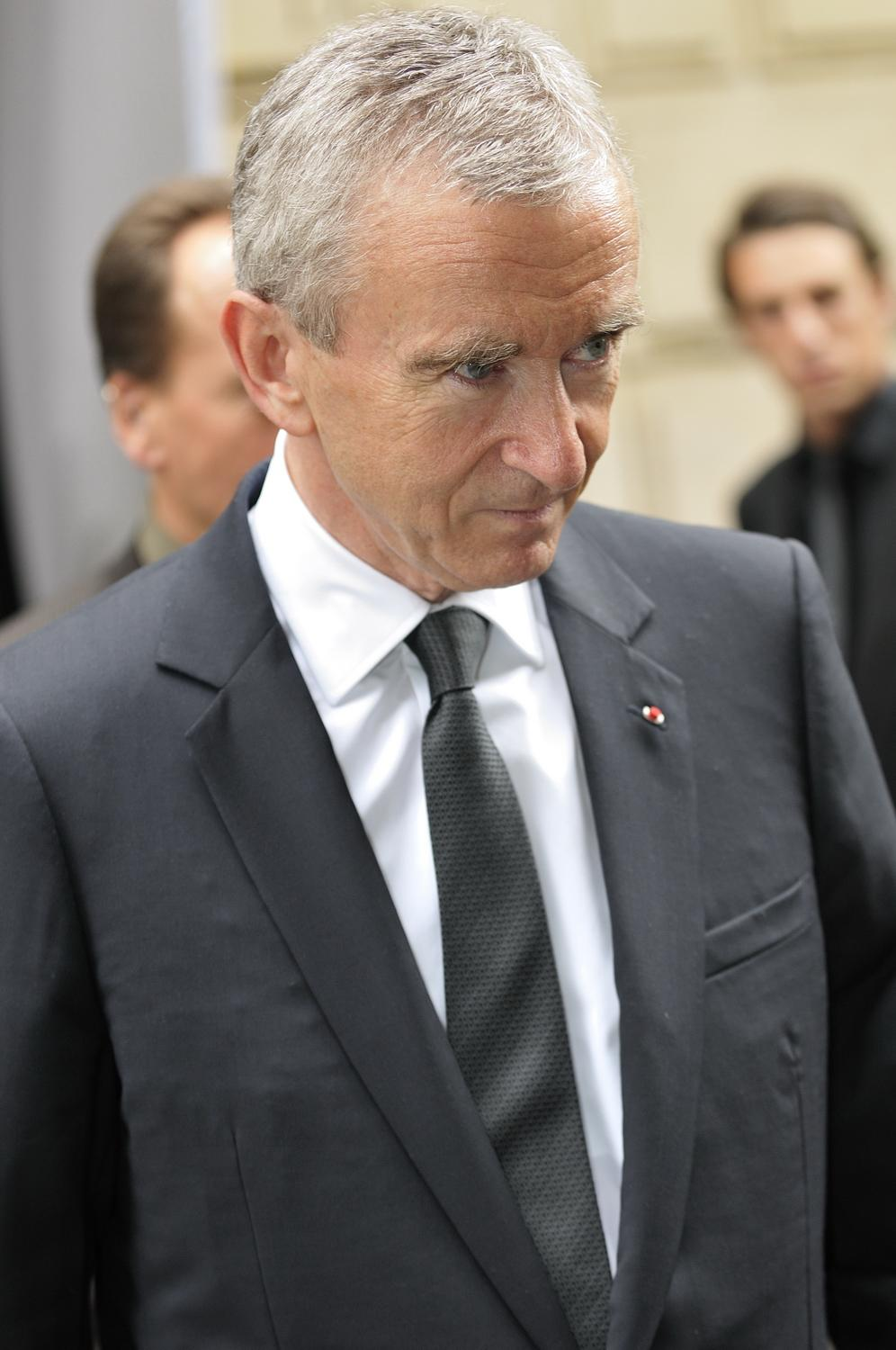
Bernard Arnault (Franța)
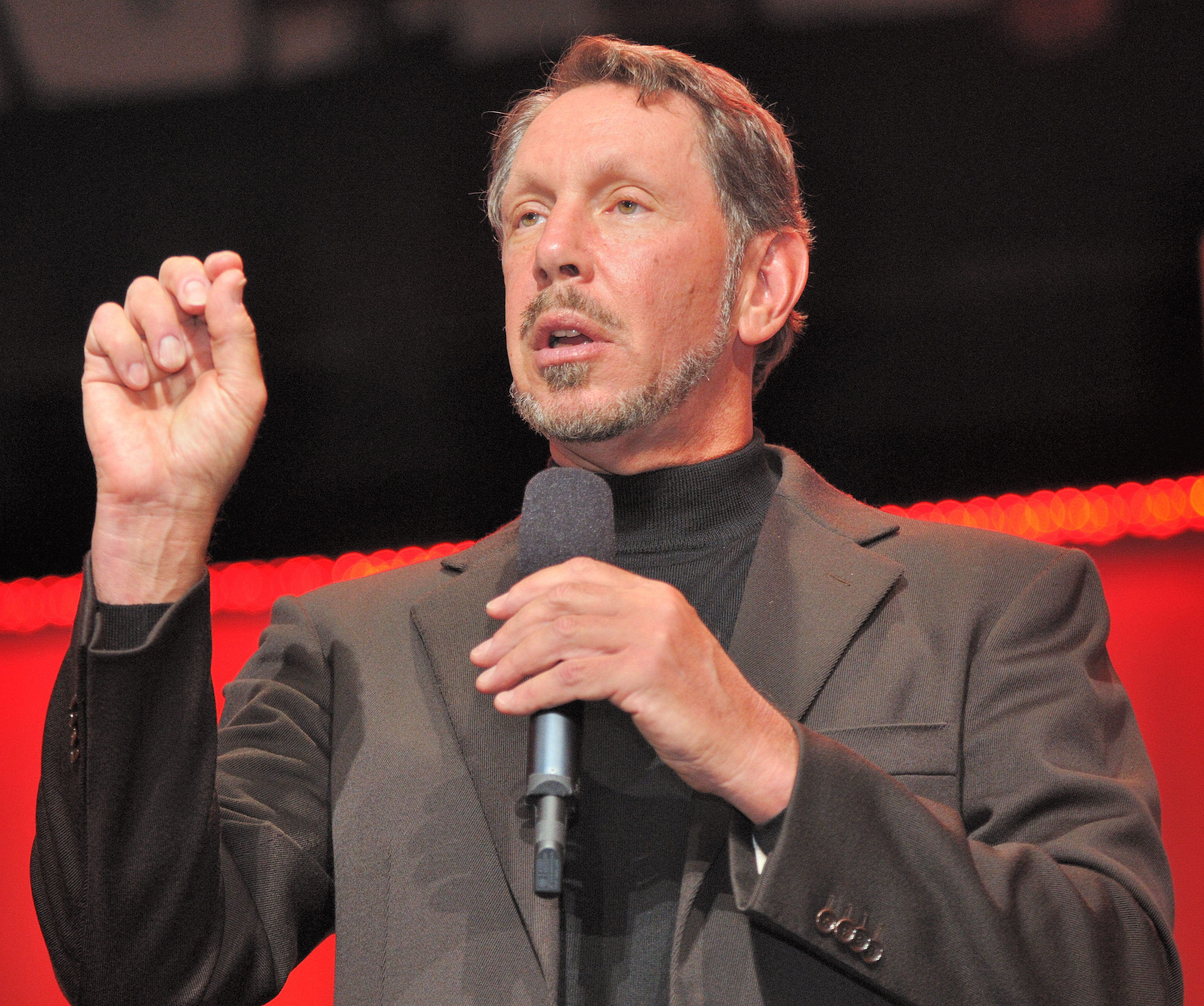
Larry Ellison (Statele Unite)

| Nume              | Țara     | Averea (în dolari)   |
| ----------------- | -------- | -------------------- |
| 1.Carlos Slim     | Mexic    | 74 miliarde dolari   |
| 2.Bill Gates      | SUA      | 56 miliarde dolari   |
| 3.Warren Buffet   | SUA      | 50 miliarde dolari   |
| 4.Bernard Arnault | Franța   | 41 miliarde dolari   |
| 5.Larry Ellison   | SUA      | 39,5 miliarde dolari |
| 6.Lakshmi Mittal  | India    | 31,1 miliarde dolari |
| 7.Amancio Ortega  | Spania   | 31 miliarde dolari   |
| 8.Eike Batista    | Brazilia | 30 miliarde dolari   |
| 9.Mukesh Ambani   | India    | 27 miliarde dolari   |
| 10.Christy Walton | SUA      | 26,5 miliarde dolari |